# Richteria bicornuta
Richteria bicornuta är en stekelart som beskrevs av Girault 1930. Richteria bicornuta ingår i släktet Richteria och familjen dvärgsteklar. Inga underarter finns listade i Catalogue of Life.